# Argopericonia
Argopericonia är ett släkte av svampar. Argopericonia ingår i divisionen sporsäcksvampar och riket svampar.